# Kathedrale von Saint-Dié

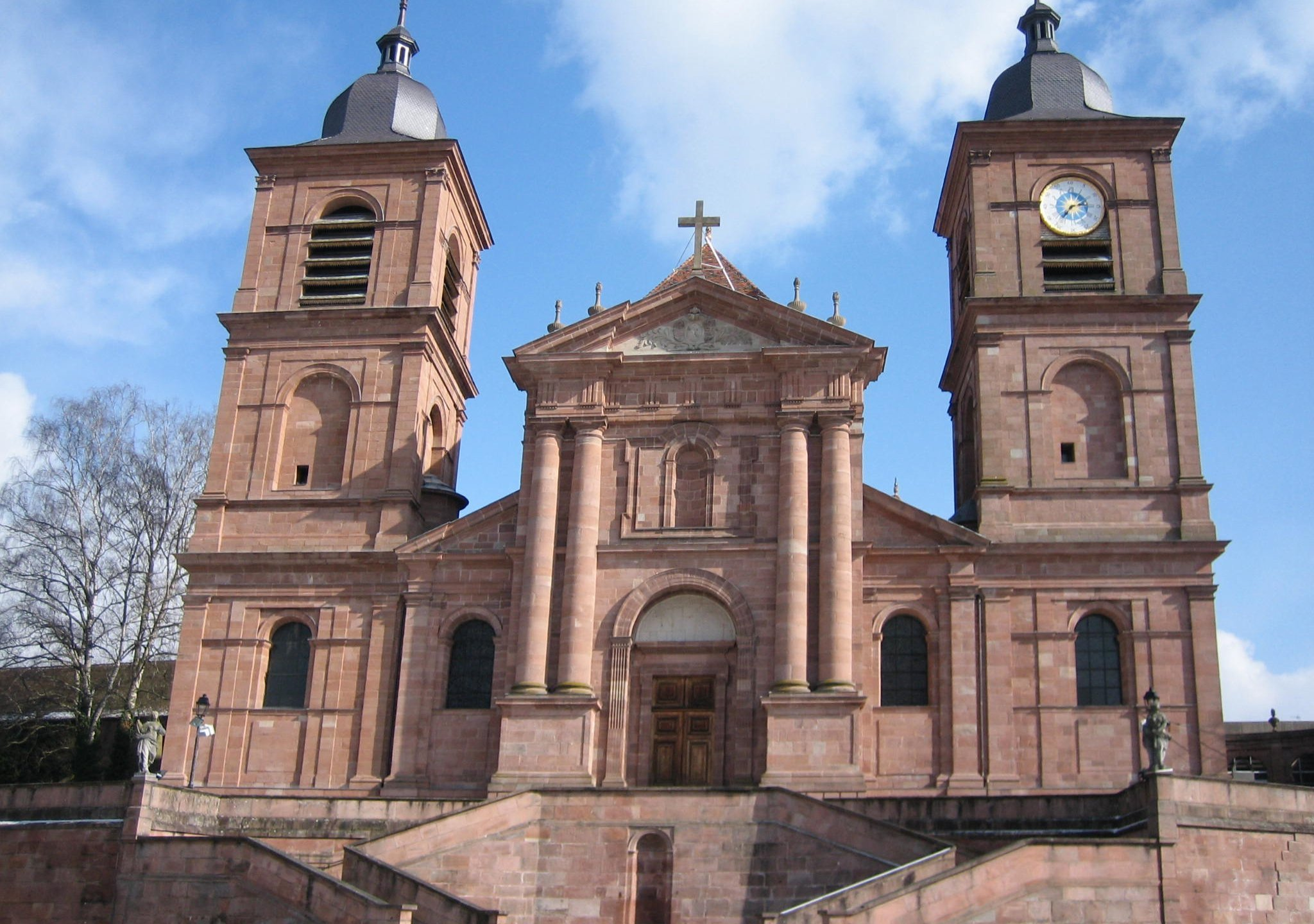
Kathedrale von Saint-Dié

Die Kathedrale von Saint-Dié in der südlothringischen Stadt Saint-Dié-des-Vosges (Sankt Diedolt) im Département Vosges ist dem hl. Deodatus von St. Dié (auch Deodatus von Nevers genannt), einem irisch-stämmigen Einsiedler und Bischof des 7. Jahrhunderts, geweiht. Das Bauwerk ist seit dem Jahr 1886 als Monument historique anerkannt.

## Lage
Die Kathedrale befindet sich am Nordrand der am Fluss Meurthe (Mörthe), einem Nebenfluss der Mosel, gelegenen Stadt Saint-Dié in einer Höhe von ca. 340 m. 

## Geschichte
Bereits im 7. Jahrhundert soll der vom Volk als heilig verehrte Deodatus (französisch Dieudonné) an dieser Stelle ein Kloster gegründet haben, aus dem sich dann im 10. Jahrhundert eine Gemeinschaft von Kanonikern entwickelte. Damals trug die Kirche das Patrozinium des hl. Mauritius. Das Bistum Saint-Dié wurde erst im Jahr 1777 durch Papst Pius VI. († 1799) errichtet. Der in unterschiedlichen Baustilen errichtete Kirchenbau wurde im Jahr 1944 von den Deutschen gesprengt, dabei wurden das komplette Langhaus und der Chorbereich mitsamt ihren Gewölben zerstört. Die Rekonstruktion dauerte bis zum Jahr 1974; in diesem Jahr wurde die Kirche neu konsekriert. Die meisten Glasfenster wurden in den 1980er Jahren angefertigt und eingefügt.

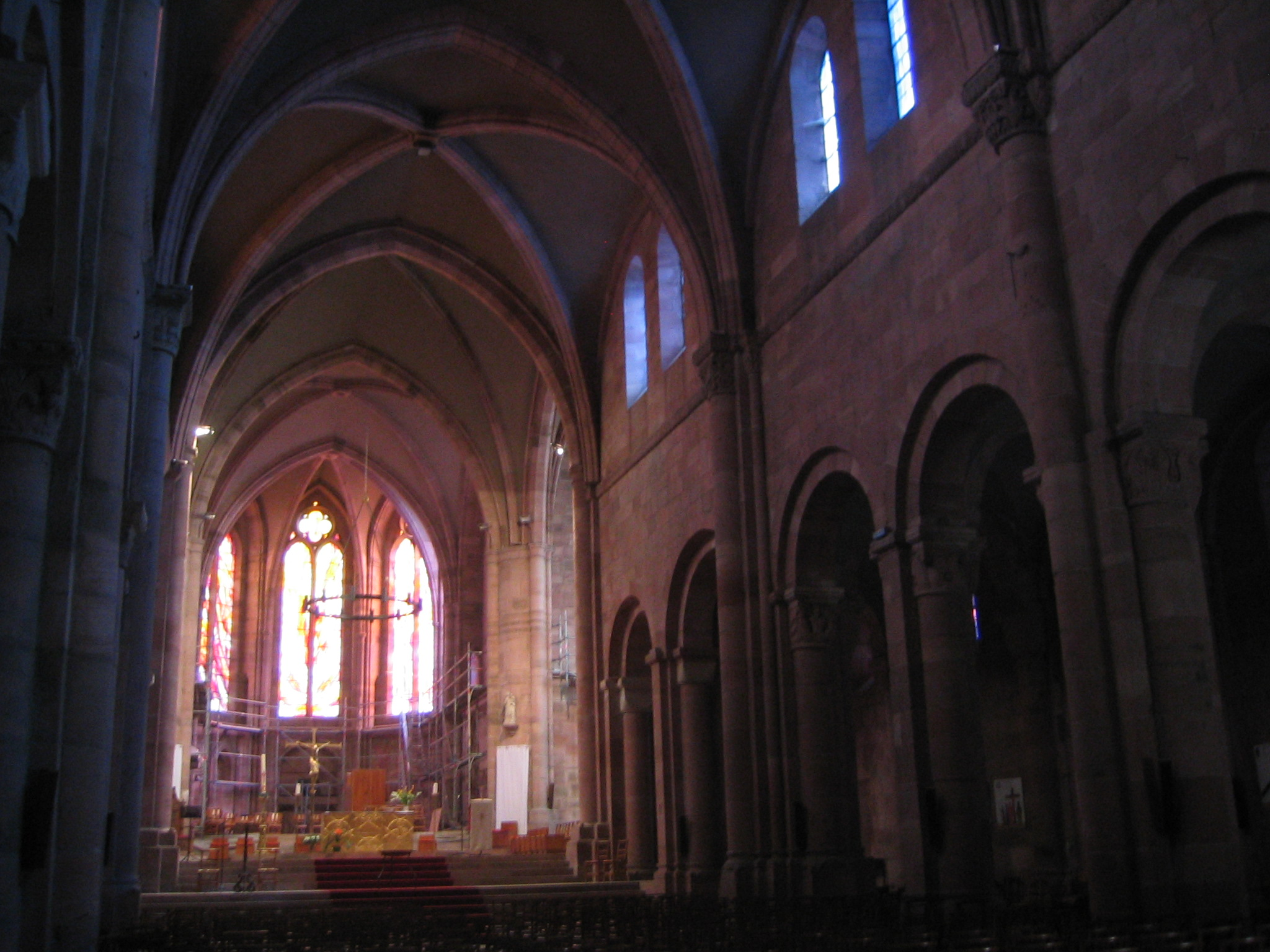
Kirchenschiff und Chor

## Architektur
Die Kathedrale ist aus dem rötlichen Sandstein der Vogesen erbaut, aus dem auch das Straßburger Münster errichtet wurde. Das dreischiffige Langhaus mit dem im Aufriss zweigeschossigen Mittelschiff trägt noch spätromanische Züge, wohingegen der Chor und die als Rippengewölbe ausgeführten Mittelschiffsgewölbe bereits im 13. Jahrhundert in gotischem Stil erneuert wurden; dazu wurden seitliche Strebebögen hinzugefügt. Die Seitenschiffe haben nur einfache Kreuzgratgewölbe. Das Querhaus (transept) wurde nochmals etliche Jahre später erbaut. Die ausgesprochen breite und repräsentative Fassade mit ihren seitlichen Glockentürmen (clochers) entstand im Stil des Klassizismus in den Jahren 1711–14 unter der Leitung des italienischen Architekten Giovanni Betto, der zuvor schon die Fassade der Kathedrale von Nancy geschaffen hatte.

## Ausstattung
Zu Ausstattung gehören einige wenige mittelalterliche Glasfenster (vitraux) aus dem späten 13. Jahrhundert, die bereits zu Beginn des Zweiten Weltkriegs ausgebaut und ausgelagert worden waren. Eine Statue der Gottesmutter mit Kind (Notre-Dame de Galilée) wird dem beginnenden 14. Jahrhundert zugerechnet. Ein spätgotisches Grabmal stammt aus dem Jahr 1369. An der Südwand des Chors befindet sich ein Fresko, welches die Übergabe einer Charta durch Papst Leo IX. an die Kanoniker der Kirche zeigt. Die meisten Glasfenster der Kirche stammen von Jean René Bazaine (1904–2001).

## Kreuzgang
Der aus dem 15. und 16. Jahrhundert stammende Kreuzgang (cloître) bildet eine Verbindung zwischen der Kathedrale und der ebenfalls sehenswerten Nachbarkirche Notre-Dame de Galilée.

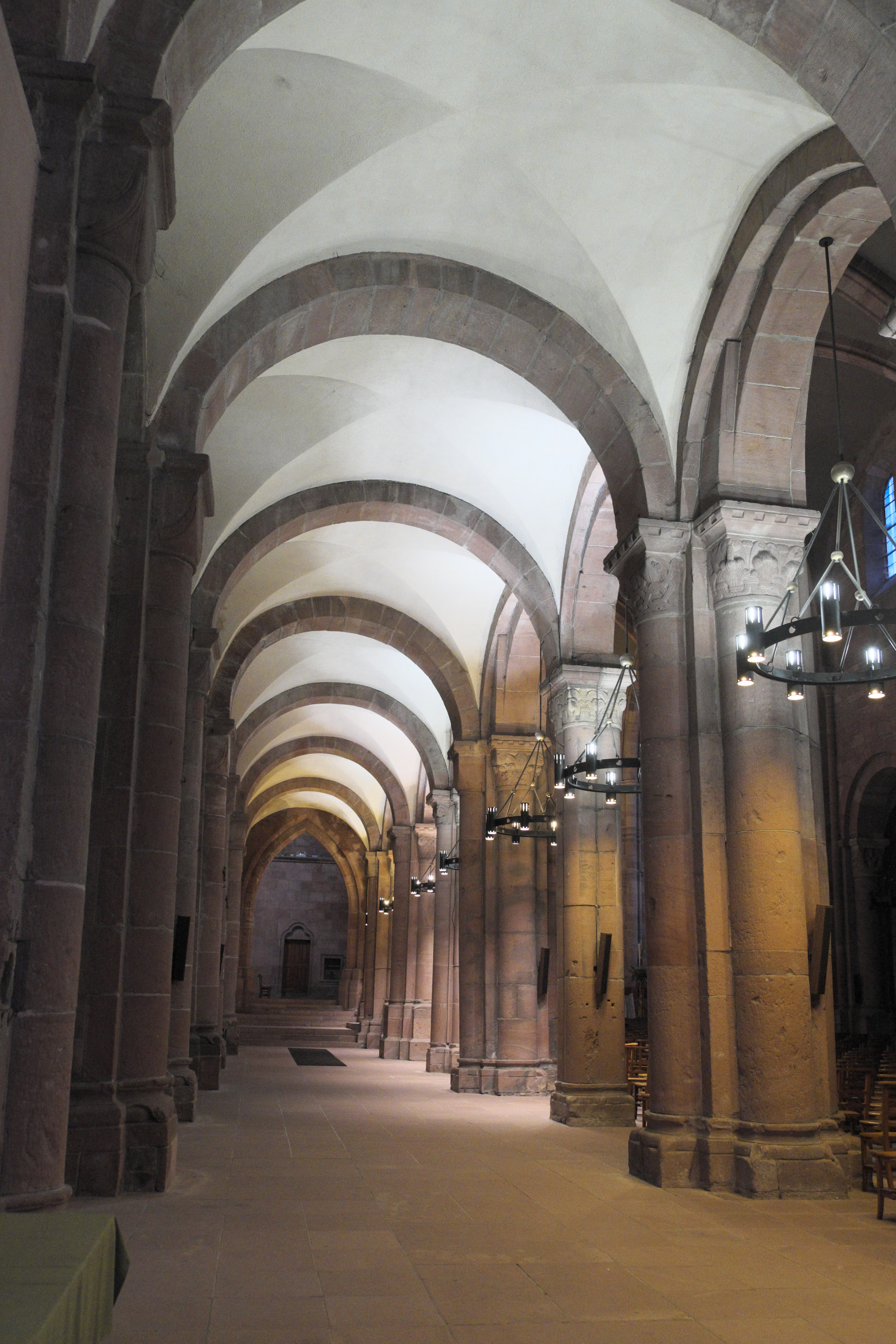
Nördliches Seitenschiff
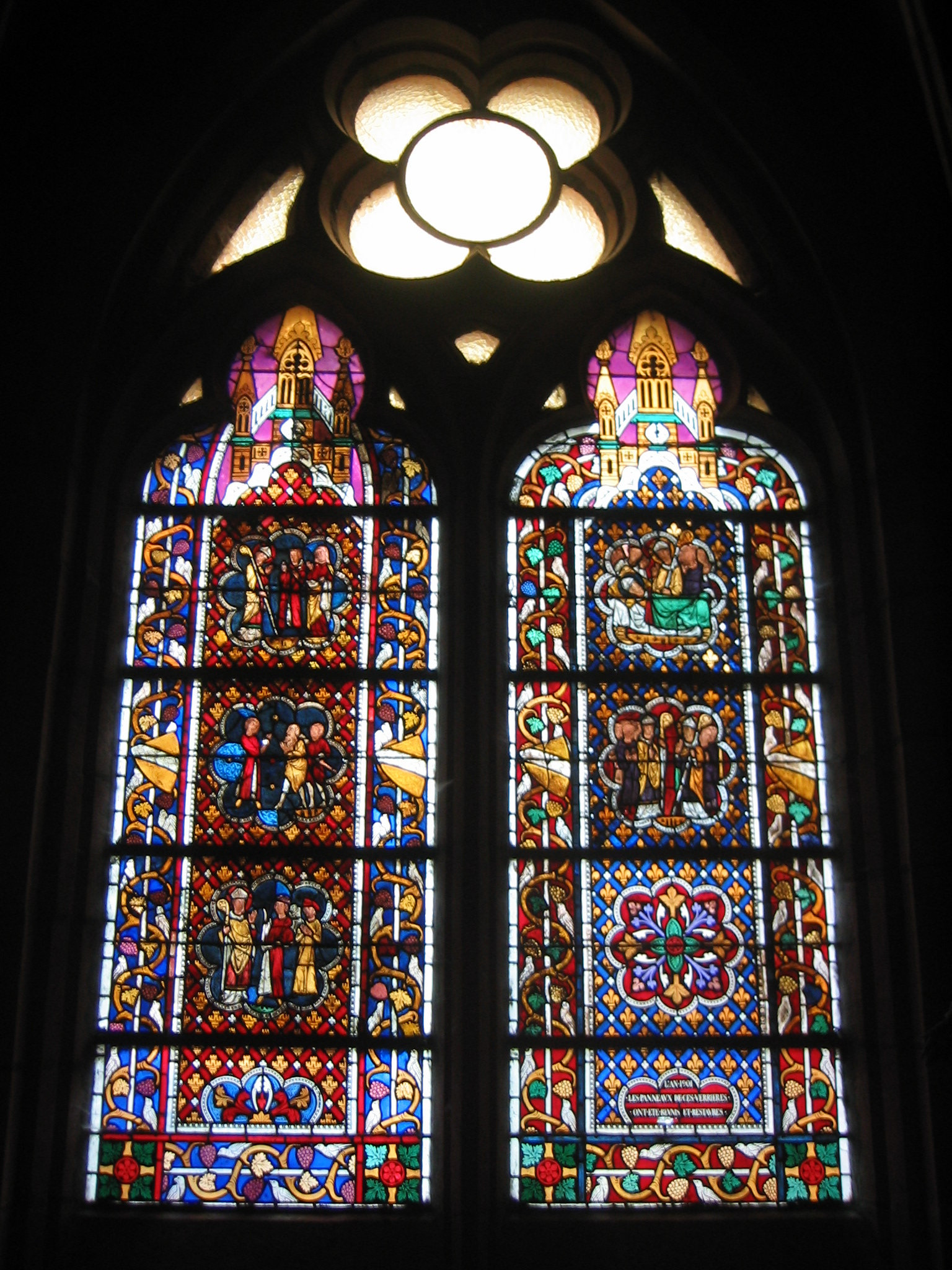
Fenster im nördlichen Seitenschiff
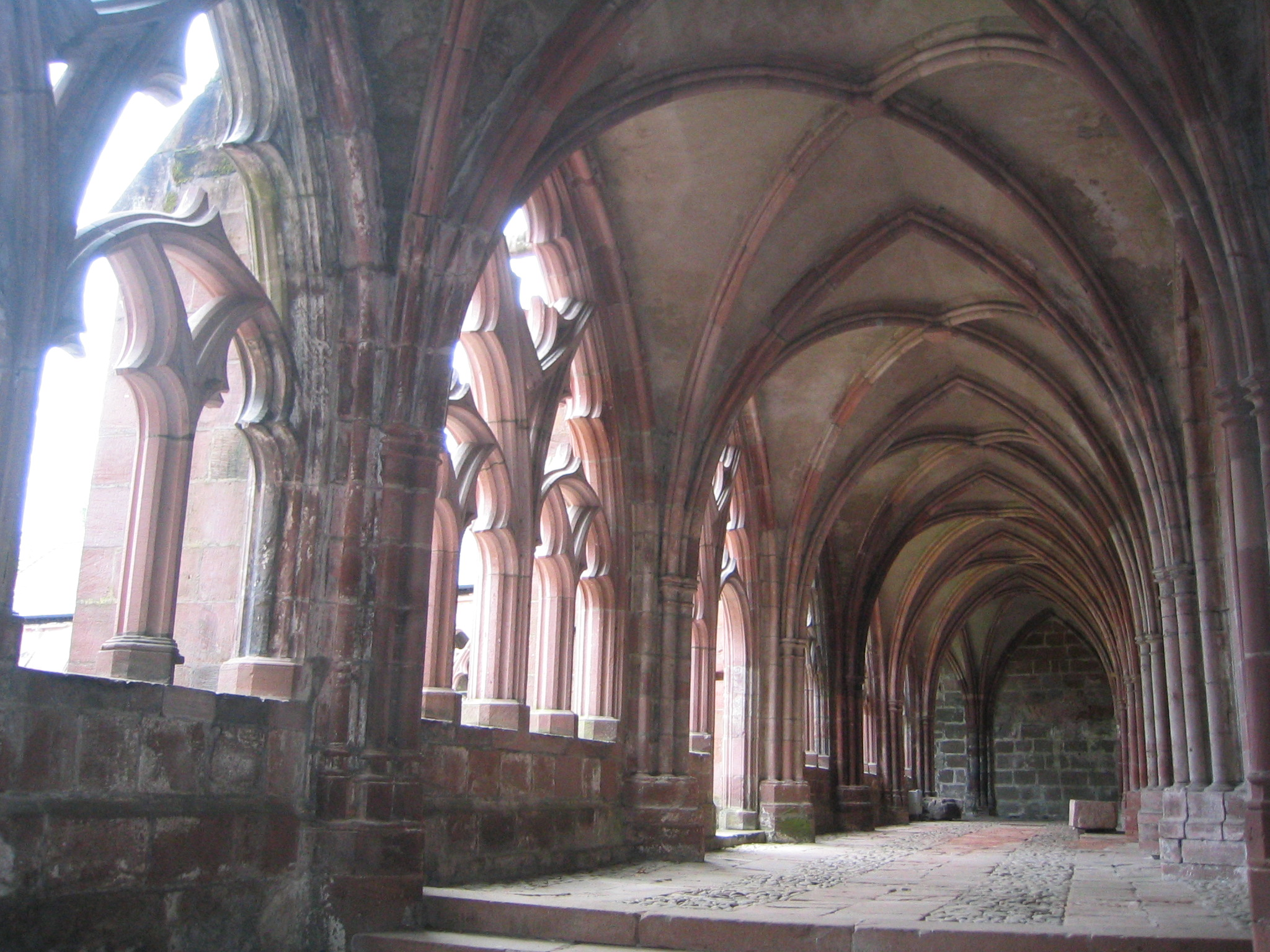
Südflügel des Kreuzgangs

## Orgel

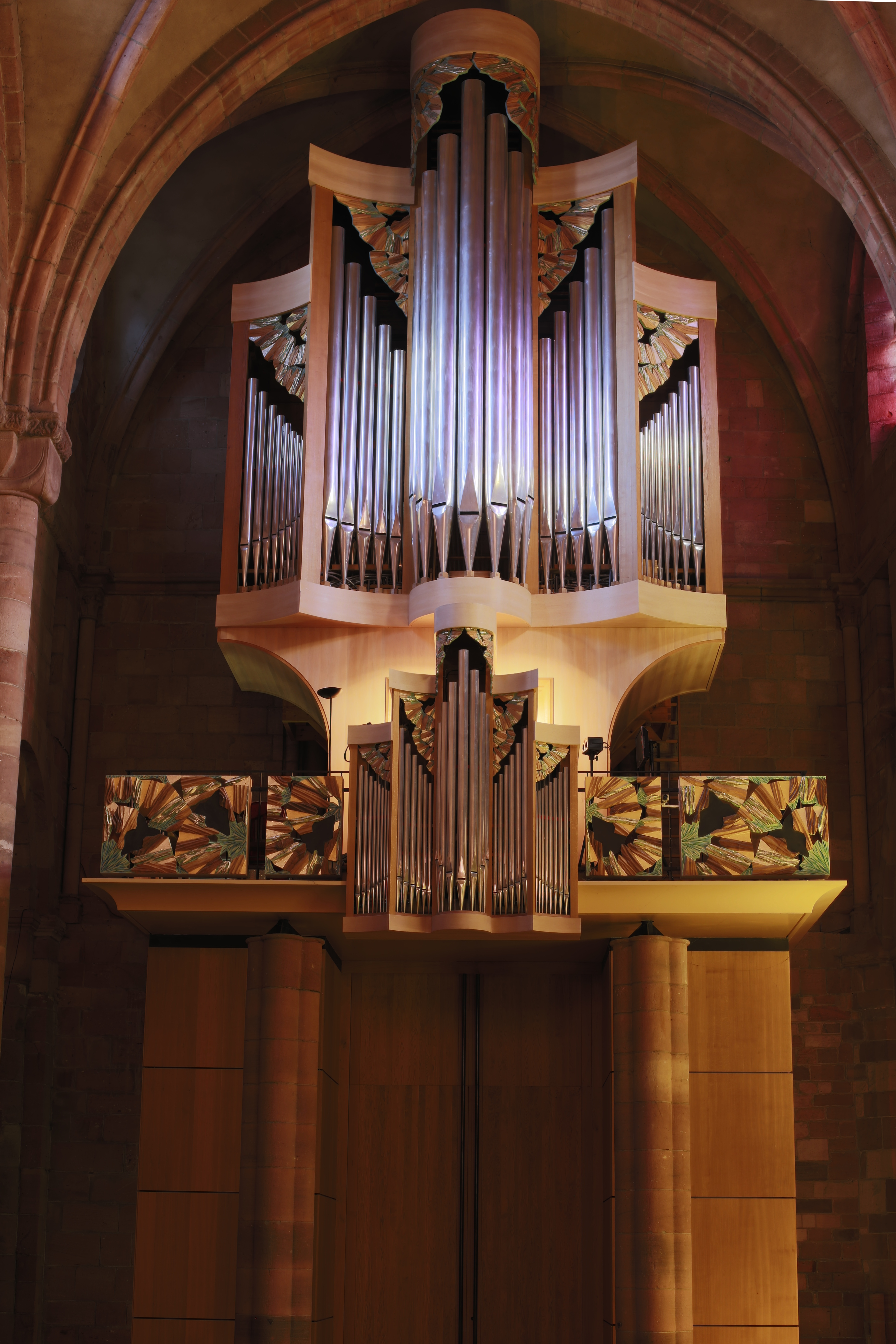
Blick auf die Orgel

Die Orgel wurde 2008–2009 durch den Orgelbauer Pascal Quoirin erbaut. Das Instrument hat 41 Register auf drei Manualwerken und Pedal. Die Spieltraktur ist mechanisch, die Registertraktur elektrisch.
| I Positif de dos C–g3 |        |
| Montre                | 8′     |
| Bourdon               | 8′     |
| Prestant              | 4′     |
| Flûte                 | 4′     |
| Nazard                | 2 ⁄3′  |
| Doublette             | 2′     |
| Tierce                | 1 3⁄5′ |
| Larigot               | 1 ⁄3′  |
| Plein-jeu IV          |        |
| Cromorne              | 8′     |

| II Grand-Orgue C–g3  |        |
| Montre               | 16′    |
| Montre               | 08′    |
| Flûte à cheminée     | 08′    |
| Prestant             | 04′    |
| Quinte               | 02 ⁄3′ |
| Doublette            | 02′    |
| Grande fourniture II |        |
| Plein-jeu IV–VI      |        |
| Grand cornet V       |        |
| Trompette            | 08′    |
| Clairon              | 04′    |

| III Récit expressif C–g3 |    |
| Bourdon                  | 8′ |
| Gambe                    | 8′ |
| Jeu céleste              | 8′ |
| Flûte conique            | 4′ |
| Sesquialtera II          |    |
| Flûte                    | 2′ |
| Flageolet                | 1′ |
| Trompette harmonique     | 8′ |
| Basson-hautbois          | 8′ |
| Voix humaine             | 8′ |

| Pédale: C–g1 |     |
| Flûte        | 16′ |
| Bourdon      | 16′ |
| Principal    | 08′ |
| Octave       | 04′ |
| Flûte        | 02′ |
| Bombarde     | 16′ |
| Trompette    | 08′ |
| Clairon      | 04′ |
| Cor anglais  | 02′ |